# Ferris, Illinois
Ferris là một làng thuộc quận Hancock, tiểu bang Illinois, Hoa Kỳ. Năm 2010, dân số của làng này là 156 người.

## Dân số
Dân số qua các năm:
- Năm 2000: 168 người.
- Năm 2010: 156 người.